# Enrico Castello
Enrico Castello (Rivarolo Ligure, 25 settembre 1890 – Genova, 16 febbraio 1966) è stato un pittore e illustratore italiano del Novecento.

## Biografia
Conosciuto con il soprannome di "Chin", dopo aver frequentato l'Accademia di Brera a Milano, all'inizio degli anni venti aderì al movimento futurista.
Negli anni Venti la sua produzione fu rivolta all'aeropittura e a soggetti di carattere sportivo, che erano tra i principali temi della pittura futurista di quel periodo.
Ottenne anche grande successo come illustratore per il "Corriere dei Piccoli" e per  "Il Cartoccino dei Piccoli" (settimanale per ragazzi che fu pubblicato dal 1929 al 1936 dalla casa editrice Cartoccino di Monza).
All'inizio degli anni trenta collaborò anche con "La crociata dei giovani", rivista della Croce Rossa Italiana Giovanile.
Trascorse un lungo periodo a Belo Horizonte (Brasile), dove insegnò Storia dell'Arte.
Tornato in Italia nel dopoguerra riprese il lavoro di illustratore.
La sua produzione pittorica non sempre ebbe invece adeguati riconoscimenti; solo dopo la sua morte, avvenuta a Genova nel 1966, ebbe inizio un processo di rivalutazione delle sue opere, presentate in diverse mostre, tenute soprattutto a Genova a partire dagli anni Settanta.